# Color Me Barbra
Color Me Barbra – siódmy album amerykańskiej piosenkarki Barbry Streisand, wydany w 1966 roku przez Columbia Records.
Wydanie albumu zbiegło się z emisją programu telewizyjnego o tym samym tytule – drugiego w karierze Streisand i jej pierwszego w kolorze, stąd tytuł.
Płyta dotarła do miejsca 3. na liście sprzedaży w USA, gdzie otrzymała certyfikat złotej.

## Lista utworów
Strona A
| 1. | „Yesterdays”       | 3:05  |
|    |                    |       |
| 2. | „One Kiss”         | 2:11  |
|    |                    |       |
| 3. | „The Minute Waltz” | 1:59  |
|    |                    |       |
| 4. | „Gotta Move”       | 2:01  |
|    |                    |       |
| 5. | „Non c’est rien”   | 3:27  |
|    |                    |       |
| 6. | „Where or When”    | 3:06  |
|    |                    |       |
|    |                    | 15:49 |
|    |                    |       |
Strona B
| 1. | Medley: a. „Animal Crackers in My Soup” b. „Funny Face” c. „That Face” d. „They Didn’t Believe Me” e. „Were Thine That Special Face” f. „I’ve Grown Accustomed to Her Face” g. „Let’s Face the Music and Dance” h. „Sam, You Made the Pants Too Long” i. „What’s New Pussycat?” j. „Small World” k. „I Love You” l. „I Stayed Too Long at the Fair” m. „Look at That Face” | 9:00  |
|    | |       |
| 2. | „C’est si bon (It’s So Good)” | 3:40  |
|    | |       |
| 3. | „Where Am I Going?” | 2:50  |
|    | |       |
| 4. | „Starting Here, Starting Now” | 2:53  |
|    | |       |
|    | | 18:23 |
|    | |       |

## Notowania
| Kraj                              | Pozycja |
| --------------------------------- | ------- |
| Australia                         | 5       |
| Niemcy                            | 33      |
| Norwegia (VG-lista)               | 15      |
| Stany Zjednoczone (Billboard 200) | 3       |

## Certyfikaty
| Kraj                     | Certyfikat  |
| ------------------------ | ----------- |
| Stany Zjednoczone (RIAA) | złota płyta |